# 教父 (遊戲)
《教父》是一款2006年的開放世界動作冒險電玩遊戲，根據1972年同名電影改編的。由藝電紅木岸開發，美商藝電發行。
本遊戲的特色之一是聘請部份電影中的演員進行配音。參與的演員包括詹姆斯·肯恩飾演桑尼·柯里昂、勞勃·杜瓦飾演湯姆·赫根，以及艾巴·維戈達飾演薩爾瓦多‧泰西歐，但馬龍·白蘭度由於健康狀況不佳無法參與配音。
遊戲系統採用非線性的高自由度，與《俠盜獵車手》系列相似，但卻擁有多重結局。時間設定為1945年到1955年間的紐約，主角Aldo Trapani加入了黑手黨柯里昂家族，並需打到另外四個敵對勢力，把柯里昂家族躍升為紐約最大黑幫及成為黨內教父。
2009年推出根據1974年電影《教父2》而製作的同名遊戲續集。但續集的銷量不佳，而且評價比第一集差，美商藝電最終放棄第三集電影改編遊戲的計劃。

## PS3 The Godfather: Don's Edition版特色
1. PS3版城市变大
2. 增加关数
3. 有雨有雾
4. 可招募家族成员当自己的助手
5. 受贿警察可协助帮你完成任务。
6. 开车时可以射击
7. 4部新短片

## Wii版特色
- 可偵測遊戲控制器的揮舞動作或相對位置，來模擬槍枝瞄準動作、揮拳、揮舞木棒或鐵棒，甚至是勒頸、拋擲等動作。

## 相關網站
- 《教父》中文官網 （页面存档备份，存于）